# Sansoni
Sansoni a fost o editură italiană fondată în 1873 de către Giulio Cesare Sansoni, care a avut sediul la Florența.
Astăzi ea este o marcă editorială a grupului Arnoldo Mondadori Editore, dedicată exclusiv cărților de non-ficțiune și manualelor universitare în domeniul științific și umanist. Multe cărți publicate anterior de Sansoni sunt republicate în prezent de editura Le Lettere (cu sediul tot la Florența), unde este publicată, de asemenea, Opera Omnia a filozofului Giovanni Gentile.
Arhiva istorică a editurii Sansoni se află în Arhivele de Stat din Florența, care se ocupă de restaurarea și inventarierea acesteia după inundațiile din 1966.